# 창궁의 파프너
《창궁의 파프너》(일본어: 蒼穹のファフナー 소큐노 파프나[*]는 XEBEC 제작의 TV 애니메이션 작품이다. 2004년 7월 4일부터 같은 해 12월 26일까지 테레비 도쿄 계열 방송국을 통해 방영되었다. 정식 타이틀은 《창궁의 파프너 Dead Aggressor》.
또한, 본편의 전일담에 해당되는 신작 애니메이션 《창궁의 파프너 RIGHT OF LEFT》이 연말 스페셜 방송으로 2005년 12월 29일에 테레비 도쿄 등을 통해 방영되었다.
2009년 12월 23일 공식 홈페이지에, 신작 프로젝트 《창궁의 파프너 HEAVEN AND EARTH》가 2010년에 기동된다는 소식을 고지한 후 2010년 12월 25일 극장 공개된다. 거기에 신작 공개와 동시에 《창궁의 파프너 FACT AND RECOLLECTION》라는 이름으로 무대화되어 같은해 12월 16일부터 21일까지 공개되었다.
2015년 1월부터 4월까지(제1쿨), 10월부터 12월까지(제2쿨) 마이니치 방송(MBS), 도쿄 방송(TBS), 주부닛폰 방송(CBC), BS-TBS에서 《창궁의 파프너 EXODUS》란 타이틀로 TV 애니메이션 제2기로 방영되었다. 신 시리즈 《창궁의 파프너 BEYOND》란 타이틀로 2019년부터 극장에서 공개(전 12화, 2019년 5월 17일에 1~3화, 동년 11월 8일에 4~6화, 2020년 11월 13일에 7~9화 상영, 2021년 11월 5일에 10~12화 상영). 그리고 신작 《창궁의 파프너 BEHIND THE LINE》란 타이틀로 2023년 1월 20일부터 극장에서 공개될 예정이다.

## 같이 보기
- 펜리르
- 묠니르